# Malgaceros boviceps
Malgaceros boviceps is een hooiwagen uit de familie Samoidae.